# Javier Malpica
Roberto Javier Malpica Maury  (Ciudad de México, 9 de septiembre de 1965)  es un escritor, narrador y dramaturgo mexicano. Su obra se compone de novelas, cuentos, obras de teatro, literatura infantil y juvenil. Ha recibido diversos premios por su labor, entre los que destacan El Premio Nacional de Literatura para Niños Enriqueta Camarillo en 2004, el Premio Nacional de Cuento Infantil Juan de la Cabada 2002 y el Premio El Barco de Vapor 2002. Algunas de sus obras han sido traducidas al inglés, portugués, coreano y francés.

## Biografía
Javier Malpica nació el 9 de septiembre de 1965 en la Ciudad de México, México. En su formación académica destacan sus estudios en la Facultad de Ciencias en la UNAM de 1984 a 1988, en la Licenciatura en Física; misma de la que obtuvo su cédula en 1993.  Más tarde, de 1996 a 1997 cursó el diplomado en Creación Literaria en la Escuela para escritores de SOGEM (Sociedad General de Escritores de México). También formó parte del Taller de Dramaturgia impartido por Hugo Argüelles de junio de 1999 a marzo de 2001. 
Su primera obra de teatro fue escrita en 1987, conjuntamente con su hermano Antonio Malpica. Aparte de su nutrida obra literaria y dramatúrgica, fue uno de los fundadores en 1992 (junto a Roberto Cravioto y a su hermano Antonio Malpica) de In-Crescendo, una compañía teatral independiente que ha escenificado su obra dramática.
En el año de 2006 fue seleccionado por el Programa de Intercambio de Residencias Artísticas convocado por el FONCA y el LARK Play Development Center de Nueva York, Estados Unidos. En este programa llevó un taller de escritura, y realizó la lectura dramatizada de la obra “Papá está en la Atlántida” (2006), misma que en años posteriores se presentó en Washington D. C.; Berkeley, California; diversas ciudades de Arizona; Chicago, Illinois, Monterrey, Nuevo León y San Luis Potosí. Luego de esto, en agosto de 2007 a agosto de 2010 fue miembro del Sistema Nacional de Creadores de Arte.
También ha impartido y coordinado talleres, como “Radiodramas”, a través de la Comisión Nacional para el Desarrollo de los Pueblos Indígenas en 2007 y 2008. Además ha impartido conferencias y cursos en Brasil, Corea del Sur y en diversos festivales teatrales. Igualmente ha participado como jurado en diversas convocatorias teatrales. Desde julio de 2007 se ha desempeñado como profesor de la Escuela de Escritores de SOGEM en el curso de Dramaturgia Contemporánea.

## Temas y estilo
Los protagonistas de la obra de Javier Malpica son niños o jóvenes, algo característico de la literatura infantil y juvenil, además de ser narrados en primera persona. Otros personajes muy presentes en la obra son los familiares (Cosas que los adultos no pueden entender, 2008), no sólo los papás, sino también los abuelos, primos, hermanos, hermanas y también los vecinos.   
En la obra de Me-pica predominan temas serios como la orfandad, la migración a Estados Unidos, la muerte, la enfermedad e incluso la diversidad sexual (Para Nina, 2009), algo poco explorado en la literatura dirigida a público infantil y juvenil. Para Nina es un diario fictivo que redacta Victoria, una adolescente transexual que nos relata cómo fue su proceso de transición social y su salida del clóset.   
En la obra de teatro Papá está en Atlantida, una de las más representadas y galardonadas, relata de forma conmovedora y cruda la historia de dos huérfanos de madre que deciden cruzar a Estados Unidos por la frontera norte para buscar a su padre. También toca temas mitológicos, como el caso de Akuika: El cazador de fuegos (CIDCL, 2009), que es una versión original del autor sobre cómo el hombre descubrió el fuego.
Su novela más reciente, La calle de los muertos (SM, 2017), relata la vida de un pequeño de nueve años al descubrir que su primo Tomás está muerto y no enfermo como se lo quiso hacer pensar su tío. Se trata de una historia de fantasmas pero también “pretende hacer reflexionar sobre la vida, la muerte, la pérdida y la memoria de los que se han ido. Todo en un tono divertido, pero respetuoso; con diversas peripecias y giros de humor”.
Aunque los temas que se toquen sean muy sombríos o crudos, Malpica desarrolla el humor y la comedia en sus obras, con situaciones cómicas. Un ejemplo de esto es Cosas que los adultos no pueden entender (2009), una comedia de enredos familiares donde el abuelo de la protagonista se va a casar con una mujer más joven, cosa que la mamá de la protagonista desaprueba.

## Obra publicada

### Narrativa
- Mi mamá, la casa y un cuarto muy especial (2002). Corunda / CONACULTA. ISBN 970-18-8124-9.
- Clubes rivales (2004). Ediciones SM.  ISBN 970-688-202-2.
- El miedo me pela los dientes (2005). Ediciones Progreso, Ediciones SM. ISBN 970-641-643-9.
- Hasta el viento puede cambiar de piel (2006). Ediciones SM.  ISBN 970-688-856-X.
- Una travesía imposible (2007). Alfaguara.  ISBN 978-970-770-794-8.
- Los trenes no paran en Pleniluinio (2007). Editorial Porrúa.
- Nadie es mi amigo (2007). CONACULTA.  ISBN 970-35-1364-6
- Cosas que los adultos no pueden entender (2008). Ediciones Castillo.
- Para Nina. Un diario sobre la identidad sexual (2009). Ediciones El Naranjo.
- Akuika. El cazador de fuegos (2009). CIDCLI.
- La decena trágica (2010). SEGOB / INEHRM
- ¡No me quiero casar! (2014). Ediciones Castillo.
- La calle de los muertos (2017). Ediciones SM.
- Un sonido como el verano (2017). Ediciones Castillo.

#### Colaboraciones
- Un silencioso encierro, Siete habitaciones a oscuras (2007) – En colaboración con Gabriela Aguileta, M. Brozo, Juan Gárcez, Juan Carlos Quezadas, Ana Romero y su hermano Antonio Malpica. Ediciones Norma. ISBN 978-970-09-1851-8
- Mis queridos pevertidos, Boleto al infierno (Viaje sencillo) (2009). Alfaguara.
- Un día de furia, Abriendo Brechas vol. 10 (2011). IEDF.
- Un día de noviembre, Español lecturas sexto grado (2012). SEP.
- Un llanto en la noche, Otras siete habitaciones a oscuras (2014). Editorial Norma.
- Un lindo y perfecto hogar, Cuentos del derecho... y del revés (2014). Ediciones SM.
- Como marca la tradición, Cumpleaños (2015). Ediciones SM.

### Obras teatrales
- Todos adentro (1992)
- Solo por diversión (1992)
- Cinco balas en la ciudad de los palacios (1992)
- ¡No creas lo que ves! (1994) – en colaboración con Antonio Malpica.
- Jóvenes aún (1995)
- Séptimo round (1996)
- Cartas en el asunto (1997)
- Librándola (2000) – en colaboración con Antonio Malpica.
- Cañón (2000)
- María Frankenstein (2000) – en colaboración con Antonio Malpica.
- Amanteurs (2005) – en colaboración con Antonio Malpica.
- Ensayo de un coma (2005)
- Buenos vecinos (2005)
- Mujer on the Border (2005) – en colaboración con Antonio Malpica.
- Vote por el León (2006) – en colaboración con Antonio Malpica.
- Física y tamales (2007) – en colaboración con Antonio Malpica.
- Crisis. Modelo para armar (2008) – en colaboración con Antonio Malpica.
- Papá está en Atlántida (2010)
- IRA. Suave lluvia para heraldos negros (2013)
- Si un árbol cae… (2013)

#### Obras teatrales publicadas
- Buenos vecinos (anónimo drama)
- Todas las voces (Fondo editorial Q).
- Cartas en el asunto (Revista paso de gato).
- Papá está en la Atlántida (2006) (Editorial CONARTE).
- El fin de la historia (2010) (Cuadernos Paso de Gato).
- Sueños de Pangea (2013) (Los Textos de la Capilla).

### Poesía
- Birlibirloque. Poemario de una bruja (2008). CONACULTA.

### Otros
- Materia: Física °2 secundaria (2011). Ediciones SM.

## Premios recibidos

### Narrativa
- Premio FILIJ al mejor cuento infantil “Mi mama, la casa y un cuarto muy especial”, otorgado por el FONCA (2001).
- Premio “El Barco de Vapor” por la novela infantil “Clubes rivales” (2002).
- Premio Nacional de Cuento Infantil Juan de la Cabada a la obra “Lo que parece imposible... sólo lo parece” otorgado por el INBA y el Instituto de Cultura de Campeche (2002).
- Premio Nacional de Literatura para Niños María Enriqueta Camarillo, con la obra Hasta el viento puede cambiar de piel (2004).
- Distinción White Raven 2011, con la obra Para Nina. Un diario sobre la identidad sexual, otorgado por la International Youth Library de Múnich.[9]
- Distinción White Raven 2011, con la obra Akuika. El cazador de fuegos, otorgado por la International Youth Library de Múnich.[9]

### Dramaturgia
- Premio a la mejor obra, con la obra “No creas lo que ves”, en el concurso de teatro amateur de la delegación de Azcapotzalco (1994).
- Premio Nacional de Teatro otorgado por el Instituto Nacional de Bellas Artes y el gobierno del Estado de Baja California a la obra “Cartas en el asunto” (1997).
- Premio de Dramaturgia por la obra “Canon”, dentro del certamen Teatro Jóvenes Creadores, otorgado por el ISSSTE. (2002).
- Finalista en el Tercer Concurso Nacional de Dramaturgia Teatro Nuevo, para la obra “Retorno a la medianoche” otorgado por el Instituto de Cultura de la Ciudad de México y la SOGEM (2002).
- Premio Nacional de Dramaturgia Teatro Nuevo con la obra "El fin de la historia" otorgado por el Instituto de Cultura de la Ciudad de México, La UAM, el IPN y la SOGEM (2004).
- Primera mención en el Premio Nacional de Dramaturgia Manuel Herrera, con la obra “Todas las voces” (2004)
- Segundo lugar del Concurso de Dramaturgia para Jóvenes Tomás Urtusástegui con la obra “El último viaje” (2004)
- Premio Nacional de Dramaturgia Víctor Hugo Rascón Banda con la obra "Papá está en la Atlántida" otorgado por el Consejo para la Cultura y las Artes de Nuevo León, el CNCA y la Universidad Autónoma de Nuevo León (2005).
- Premio Internacional Global Age Proyect 2007. Otorgado por la Aurora Theatre Company de Berkeley, California.
- Premio Palmarès des Journées de Lyon des Auteurs de Théâtre 2016 en Francia a Mejor obra de teatro extranjera con la obra “Papá está en Atlántida”.[10]

### Otros
- Premio otorgado por el Banco de Guiones de SOGEM por el guion cinematográfico “Lola y Lu” (2002)